# Shinsuke Yoshitake
Shinsuke Yoshitake (ヨシタケシンスケ?; Chigasaki, 1973) è un illustratore giapponese.
È autore di diversi libri per bambini, pubblicati fuori dal Giappone.
In Italia ha pubblicato Non si toglie! e Il bambino Pisciolino per Salani e Il libraio magico per Sperling & Kupfer.